# Grand Prix automobile d'Italie 1973
Résultats du Grand Prix d'Italie de Formule 1 1973 qui a eu lieu sur le circuit de Monza le 9 septembre 1973.

## Classement
| Pos | N° | Pilote               | Écurie            | Tours | Temps/Abandon     | Grille | Points |
| --- | -- | -------------------- | ----------------- | ----- | ----------------- | ------ | ------ |
| 1   | 2  | Ronnie Peterson      | Lotus-Ford        | 55    | 1 h 29 min 17 s 0 | 1      | 9      |
| 2   | 1  | Emerson Fittipaldi   | Lotus-Ford        | 55    | +0 s 8            | 4      | 6      |
| 3   | 8  | Peter Revson         | McLaren-Ford      | 55    | +28 s 8           | 2      | 4      |
| 4   | 5  | Jackie Stewart       | Tyrrell-Ford      | 55    | +33 s 2           | 6      | 3      |
| 5   | 6  | François Cevert      | Tyrrell-Ford      | 55    | +46 s 2           | 11     | 2      |
| 6   | 10 | Carlos Reutemann     | Brabham-Ford      | 55    | +59 s 8           | 10     | 1      |
| 7   | 23 | Mike Hailwood        | Surtees-Ford      | 55    | + 1 min 28 s 7    | 8      |        |
| 8   | 3  | Jacky Ickx           | Ferrari           | 54    | + 1 tour          | 14     |        |
| 9   | 29 | David Purley         | March-Ford        | 54    | + 1 tour          | 24     |        |
| 10  | 16 | George Follmer       | Shadow-Ford       | 54    | + 1 tour          | 21     |        |
| 11  | 17 | Jackie Oliver        | Shadow-Ford       | 54    | + 1 tour          | 19     |        |
| 12  | 9  | Rolf Stommelen       | Brabham-Ford      | 54    | + 1 tour          | 9      |        |
| 13  | 20 | Jean-Pierre Beltoise | BRM               | 54    | + 1 tour          | 13     |        |
| 14  | 12 | Graham Hill          | Shadow-Ford       | 54    | + 1 tour          | 22     |        |
| 15  | 7  | Denny Hulme          | McLaren-Ford      | 53    | + 2 tours         | 3      |        |
| Nc. | 25 | Howden Ganley        | Iso Marlboro-Ford | 44    | Non classé        | 20     |        |
| Ret | 15 | Mike Beuttler        | March-Ford        | 34    | Boîte de vitesses | 12     |        |
| Ret | 21 | Niki Lauda           | BRM               | 33    | Accident          | 15     |        |
| Ret | 19 | Clay Regazzoni       | BRM               | 30    | Allumage          | 18     |        |
| Ret | 24 | Carlos Pace          | Surtees-Ford      | 17    | Pneumatique       | 5      |        |
| Ret | 26 | Gijs Van Lennep      | Iso Marlboro-Ford | 14    | Surchauffe moteur | 23     |        |
| Ret | 28 | Rikky von Opel       | Ensign-Ford       | 10    | Surchauffe moteur | 17     |        |
| Ret | 11 | Wilson Fittipaldi    | Brabham-Ford      | 6     | Freins            | 16     |        |
| Ret | 4  | Arturo Merzario      | Ferrari           | 2     | Suspension        | 7      |        |

Légende :
- Abd.=Abandon

## Pole position et record du tour
- Pole position : Ronnie Peterson en 1 min 34 s 80 (vitesse moyenne : 219,304 km/h).
- Meilleur tour en course : Jackie Stewart en 1 min 35 s 3 au 51e tour (vitesse moyenne : 218,153 km/h).

## Tours en tête
- Ronnie Peterson : 55 (1-55)

## À noter
- 3e victoire pour Ronnie Peterson.
- 53e victoire pour Lotus en tant que constructeur.
- 64e victoire pour Ford Cosworth en tant que motoriste.
- À l'issue de cette course, Jackie Stewart est champion du monde des pilotes.